# Matthias Hofbauer
Matthias Hofbauer (22 maja 1981) – szwajcarski unihokeista.
Jego brat Christoph także jest unihokeistą.

## Kariera klubowa
- SV Wiler-Ersigen (1997–2002)
- Jönköpings IK (2002–2003)
- SV Wiler-Ersigen (2003–2007)
- IBK Dalen (2007–2009)
- SV Wiler-Ersigen (2009–)

Wychowanek klubu SV Wiler-Ersigen, którego zawodnikiem był od 1994 do 2002. Od 2009 ponownie zawodnik SV Wiler-Ersigen.

Uczestniczył w turniejach mistrzostw świata w 2000, 2002, 2004, 2006, 2008, 2010, 2012, 2014, 2016 oraz w Puchar Mistrzów 2011, 2012, 2014, 2015.

## Sukcesy

### Klubowe
- Puchar Mistrzów IFF:
  - (1 x ): 2015
- Nationalliga A w unihokeju mężczyzn:
  - (10 x ): 2003/04, 2004/05, 2006/07, 2009/10, 2010/11, 2011/12, 2013/14, 2014/15, 2016/17, 2018/19
  - (1 x ): 2005/2006

### Reprezentacyjne
- Mistrzostwa Świata w Unihokeju:
  - (7 x ): 2000, 2002, 2006, 2008, 2012, 2016, 2018
- Unihokej na World Games:
  - (1 x ): 2017

### Indywidualne
- Mistrzostwa Świata w Unihokeju Mężczyzn 2004
  - Pierwsze miejsce w klasyfikacji kanadyjskiej turnieju: 22 punktów
- Mistrzostwa Świata w Unihokeju Mężczyzn 2010
  - Pierwsze miejsce w klasyfikacji kanadyjskiej turnieju: 22 punktów

Szczegółowa tabela występów w reprezentacji.
| Turniej                                       | Rok  | M  | B  | A  | Pkt |
| --------------------------------------------- | ---- | -- | -- | -- | --- |
| Mistrzostwa Świata w unihokeju                |      | 45 | 43 | 40 | 83  |
| Ryga                                          | 2016 | 6  | 4  | 3  | 7   |
| Göteborg                                      | 2014 | 6  | 2  | 1  | 3   |
| Berno, Zurych                                 | 2012 | 6  | 11 | 11 | 22  |
| Helsinki                                      | 2010 | 6  | 12 | 8  | 20  |
| Praga, Ostrawa                                | 2008 | 5  | 2  | 0  | 2   |
| Sztokholm, Malmö, Helsingborg                 | 2006 | 6  | 3  | 6  | 9   |
| Zurych, Kloten                                | 2004 | 6  | 11 | 11 | 22  |
| Helsinki                                      | 2002 | 6  | 2  | 2  | 4   |
| Oslo                                          | 2000 | 4  | 0  | 1  | 1   |
| Mistrzostwa Świata w unihokeju (kwalifikacje) |      | 4  | 4  | 7  | 11  |
| Łochów – EUR 3                                | 2016 | 4  | 4  | 7  | 11  |
| Puchar Mistrzów IFF                           |      | 11 | 8  | 7  | 15  |
| Mladá Boleslav                                | 2015 | 3  | 1  | 2  | 3   |
| Zurych                                        | 2014 | 3  | 2  | 3  | 5   |
| Umeå                                          | 2012 | 2  | 4  | 1  | 5   |
| Mladá Boleslav                                | 2011 | 3  | 1  | 1  | 2   |
| Pozostałe występy w reprezentacji             |      | 17 | 16 | 10 | 26  |
| Kocēni – Szwajcaria vs Łotwa                  | 2012 | 4  | 2  | 3  | 5   |
| Kocēni – 4 Nations Tournament                 | 2009 | 3  | 2  | 1  | 3   |
| Avedøre – 4 Nations Tournament                | 2008 | 3  | 6  | 1  | 7   |
| Brno – 4 Nations Tournament                   | 2007 | 3  | 2  | 3  | 5   |
| Kirchberg – Szwajcaria vs Finlandia           | 2006 | 2  | 0  | 0  | 0   |
| Chur – Szwajcaria vs Czechy                   | 2005 | 2  | 4  | 2  | 6   |